# Torre Solé
La Torre Solé és una obra noucentista de Lleida (Segrià) protegida com a Bé Cultural d'Interès Local.

## Descripció
Habitatge unifamiliar aïllada de planta rectangular, baixa, dos pisos i terrassa. Disposició simètrica de les obertures en façana. Cornisa amb franja de rajoles. Parets de càrrega.

## Història
La construcció afegida a la vora és de construcció més tardana.